# Krew na szlaku
Krew na szlaku (jap. 血の轍 Chi no wadachi) – manga autorstwa Shūzō Oshimiego, publikowana od lutego 2017 do września 2023 na łamach magazynu „Big Comic Superior” wydawnictwa Shōgakukan. Całość została zebrana w 17 tomach. W Polsce manga ukazuje się nakładem wydawnictwa Kotori.
Do września 2022 seria sprzedała się w nakładzie ponad 2 milionów egzemplarzy.

## Fabuła
Seiichi Osabe jest nieśmiałym gimnazjalistą prowadzącym stosunkowo zwyczajne życie. Jego matka, Seiko, jest uważana przez innych za nadopiekuńczą, choć Seiichi czuje się dobrze z miłością i troską ze strony matki i nie wyczuwa nic dziwnego w jej zachowaniu. Pewnego dnia Seiichi udaje się na rodzinną wycieczkę z rodzicami i rodziną ze strony ojca. W pewnym momencie kuzyn Seiichiego, Shigeru, żartobliwie popycha go w pobliżu krawędzi klifu, jednak Seiko szybko chwyta syna, chroniąc go przed upadkiem. Reszta rodziny zaczyna śmiać się z Seiko z powodu jej „nadopiekuńczości”. Chwilę później Seiichi i Shigeru udają się na wyższą krawędź klifu, a kiedy Shigeru znajduje się na krawędzi, Seiko, która szła za nimi, podchodzi do swojego siostrzeńca i spycha go z klifu, uśmiechając się krótko do syna. Po incydencie, w którym Shigeru pozostaje w stanie śpiączki, a Seiichi był jedynym świadkiem zdarzenia, chłopak zaczyna odkrywać, jak niebezpieczne może być uczucie jego matki.

## Publikacja serii
Seria ukazywała się od 24 lutego 2017 do 8 września 2023 w magazynie „Gekkan Gangan Joker”. Wydawnictwo Shōgakukan zebrało jej rozdziały w 17 tankōbonach, wydanych między 8 września 2017 a 28 września 2023.
W Polsce prawa do dystrybucji mangi zakupiło wydawnictwo Kotori.
| Nr | Język japoński    | Język japoński         | Język polski     | Język polski           |
| Nr | Data wydania      | ISBN                   | Data wydania     | ISBN                   |
| -- | ----------------- | ---------------------- | ---------------- | ---------------------- |
| 1  | 8 września 2017   | ISBN 978-4-09-189623-0 | 26 stycznia 2024 | ISBN 978-83-67386-85-2 |
| 2  | 27 grudnia 2017   | ISBN 978-4-09-189706-0 | 15 marca 2024    | ISBN 978-83-67386-95-1 |
| 3  | 27 kwietnia 2018  | ISBN 978-4-09-189863-0 | 10 maja 2024     | ISBN 978-83-68051-01-8 |
| 4  | 28 września 2018  | ISBN 978-4-09-860081-6 | 12 lipca 2024    | ISBN 978-83-68051-13-1 |
| 5  | 28 lutego 2019    | ISBN 978-4-09-860229-2 | 13 września 2024 | ISBN 978-83-68051-22-3 |
| 6  | 30 sierpnia 2019  | ISBN 978-4-09-860386-2 | 8 listopada 2024 | ISBN 978-83-68051-34-6 |
| 7  | 26 grudnia 2019   | ISBN 978-4-09-860535-4 | 10 stycznia 2025 | ISBN 978-83-68051-46-9 |
| 8  | 27 kwietnia 2020  | ISBN 978-4-09-860601-6 | 7 marca 2025     | ISBN 978-83-68051-55-1 |
| 9  | 28 sierpnia 2020  | ISBN 978-4-09-860701-3 | 23 maja 2025     | ISBN 978-83-68051-75-9 |
| 10 | 29 stycznia 2021  | ISBN 978-4-09-860791-4 | 18 lipca 2025    | ISBN 978-83-68051-84-1 |
| 11 | 30 czerwca 2021   | ISBN 978-4-09-861053-2 | —                |                        |
| 12 | 30 listopada 2021 | ISBN 978-4-09-861148-5 | —                |                        |
| 13 | 28 kwietnia 2022  | ISBN 978-4-09-861302-1 | —                |                        |
| 14 | 30 września 2022  | ISBN 978-4-09-861418-9 | —                |                        |
| 15 | 30 stycznia 2023  | ISBN 978-4-09-861570-4 | —                |                        |
| 16 | 30 maja 2023      | ISBN 978-4-09-861713-5 | —                |                        |
| 17 | 28 września 2023  | ISBN 978-4-09-862525-3 | —                |                        |

## Odbiór
W maju 2020 nakład serii wynosił ponad 1 milion egzemplarzy, w czerwcu 2021 – 1,5 miliona, a we wrześniu 2022 ponad 2 miliony.
W poradniku Kono manga ga sugoi! (edycja 2018 roku) seria zajęła 9. miejsce w kategorii dla chłopców. W 2022 roku została nominowana do nagrody Harveya w kategorii najlepsza manga oraz do 68. nagrody Shogakukan Manga w kategorii ogólnej. W 2023 roku zdobyła również nagrodę za najlepszą serię podczas 50. Międzynarodowego Festiwalu Komiksu w Angoulême.